# Olympische Sommerspiele 1984/Leichtathletik – 4 × 100 m (Männer)

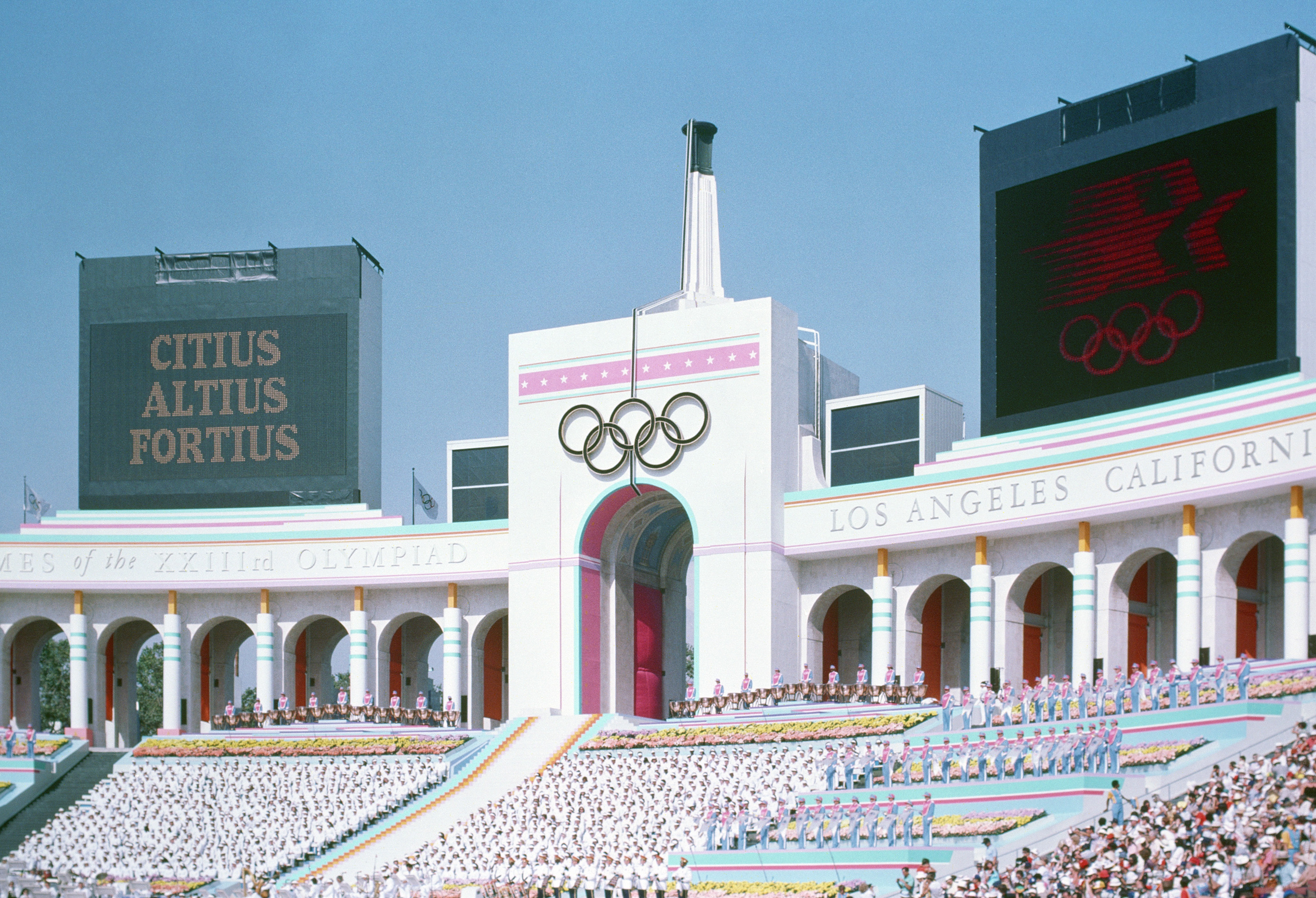
Blick auf des Eingangstor des Los Angeles Memorial Coliseum

Die 4-mal-100-Meter-Staffel der Männer bei den Olympischen Spielen 1984 in Los Angeles wurde am 10. und 11. August 1984 im Los Angeles Memorial Coliseum ausgetragen. In zwanzig Staffeln nahmen 85 Athleten teil.
Die Staffel der USA wurde in der neuen Weltrekordzeit von 37,83 s Olympiasieger in der Besetzung Sam Graddy, Ron Brown, Calvin Smith und Carl Lewis.
Die Silbermedaille ging an Jamaika mit Albert Lawrence, Greg Meghoo, Donald Quarrie und Raymond Stewart sowie dem im Vorlauf außerdem eingesetzten Norman Edwards.
 Bronze gewann Kanada (Ben Johnson, Tony Sharpe, Desai Williams und Sterling Hinds).
Die Staffel der Bundesrepublik Deutschland erreichte das Finale und belegte Rang fünf.

Staffeln aus der Schweiz, Österreich und Liechtenstein nahmen nicht teil. Die Staffel der DDR war wegen des Olympiaboykotts ebenfalls nicht dabei.

## Aktuelle Titelträger
| Olympiasieger 1980                      | Sowjetunion (Wladimir Murawjow, Nikolai Sidorow, Alexander Aksinin, Andrei Prokofjew) | 38,26 s | Moskau 1980   |
| Weltmeister 1983                        | USA (Emmit King, Willie Gault, Calvin Smith, Carl Lewis)                              | 37,86 s | Helsinki 1983 |
| Europameister 1982                      | Sowjetunion (Sergei Sokolow, Alexander Aksinin, Andrei Prokofjew, Nikolai Sidorow)    | 38,60 s | Athen 1982    |
| Panamerikanischer Meister 1983          | USA (Bernie Jackson, Ken Robinson, Elliott Quow, Sam Graddy)                          | 38,49 s | Caracas 1983  |
| Zentralamerika und Karibik-Meister 1983 | Kuba                                                                                  | 39,81 s | Havanna 1983  |
| Südamerika-Meister 1983                 | Brasilien (Marcus Barros, Nelson dos Santos, Paulo Roberto Correia, Sérgio Menezes)   | 40,7 s  | Santa Fe 1983 |
| Asienmeister 1983                       | Volksrepublik China                                                                   | 40,16 s | Kuwait 1983   |
| Afrikameister 1982                      | Elfenbeinküste                                                                        | 40,3 s  | Kairo 1982    |

## Rekorde

### Bestehende Rekorde
| Weltrekord         | 37,86 s | USA (Emmit King, Willie Gault, Calvin Smith, Carl Lewis)    | Helsinki, Finnland                | 10. August 1983    |
| Olympischer Rekord | 38,19 s | USA (Larry Black, Robert Taylor, Gerald Tinker, Eddie Hart) | Finale OS München, BR Deutschland | 10. September 1972 |

### Rekordverbesserung
Die Siegerstaffel der USA verbesserte den bestehenden olympischen Rekord in der Besetzung Sam Graddy, Ron Brown, Calvin Smith und Carl Lewis um 36 Hundertstelsekunden auf 37,83 s. Gleichzeitig steigerte das Team den Weltrekord um drei Hundertstelsekunden.

## Vorrunde
Datum: 10. August 1984
In der Vorrunde wurden die zwanzig Staffeln in drei Läufe gelost. Für das Halbfinale qualifizierten sich pro Lauf die ersten vier Staffeln. Darüber hinaus kamen die vier Zeitschnellsten, die sogenannten Lucky Loser, weiter. Die direkt qualifizierten Staffeln sind hellblau, die Lucky Loser hellgrün unterlegt.
Die Staffel der USA erzielte mit 38,89 s in Lauf eins die schnellste Vorlaufzeit. Das langsamste direkt qualifizierte Team war die Mannschaft aus Barbados in Lauf drei mit 40,47 s. Die schnellste Staffel, die sich nicht qualifizieren konnte, war mit 40,73 s in Lauf eins die Mannschaft Gambias.

### Vorlauf 1
| Platz | Staffel        | Besetzung                                                                 | Zeit    |
| ----- | -------------- | ------------------------------------------------------------------------- | ------- |
| 1     | USA            | Sam Graddy Ron Brown Calvin Smith Carl Lewis                              | 38,89 s |
| 2     | BR Deutschland | Christian Zirkelbach (Vorlauf) Peter Klein Jürgen Evers Ralf Lübke        | 39,04 s |
| 3     | Frankreich     | Antoine Richard Jean-Jacques Boussemart Marc Gasparoni Bruno Marie-Rose   | 40,04 s |
| 4     | Senegal        | Mamadou Sène Hamidou Diawara Saliou Seck (Vorlauf) Charles-Louis Seck     | 40,15 s |
| 5     | Thailand       | Vichan Choocherd Rangsam Intharachai Prasit Boonprasert Sumet Promna      | 40,58 s |
| 6     | Katar          | Waheed Khamis al-Salem Faraj Saad Marzouk Jamal al-Abdullah Talal Mansour | 40,60 s |
| 7     | Gambia         | Bakary Jarju Dawda Jallow Abdurahman Jallow Sheikh Omar Fye               | 40,73 s |

### Vorlauf 2
| Platz | Staffel      | Besetzung                                                                         | Zeit    |
| ----- | ------------ | --------------------------------------------------------------------------------- | ------- |
| 1     | Kanada       | Ben Johnson Tony Sharpe Desai Williams Sterling Hinds                             | 39,20 s |
| 2     | Brasilien    | Arnaldo da Silva Robson da Silva (Vorlauf) Katsuhiko Nakaya Paulo Roberto Correia | 39,27 s |
| 3     | Italien      | Antonio Ullo Giovanni Bongiorni Stefano Tilli Pietro Mennea                       | 39,87 s |
| 4     | Nigeria      | Iziaq Adeyanju Ikpoto Eseme Lawrence Adegbeingbe (Vorlauf) Chidi Imoh             | 39,94 s |
| 5     | Ghana        | Philip Attipoe Makarios Djan Collins Mensah Rex Brobby                            | 40,20 s |
| 6     | Sierra Leone | Abdul Mansaray David Sawyerr Felix Sandy Iván Benjamin                            | 40,77 s |
| DNS   | Paraguay     | Oscar Diesel Claudia Escauriza Francisco Figueredo Nicolas Chaparro               |         |

### Vorlauf 3
| Platz | Staffel             | Besetzung                                                            | Zeit    |
| ----- | ------------------- | -------------------------------------------------------------------- | ------- |
| 1     | Jamaika             | Norman Edwards (Vorlauf) Greg Meghoo Donald Quarrie Albert Lawrence  | 38,93 s |
| 2     | Großbritannien      | Daley Thompson Donovan Reid Mike McFarlane Allan Wells               | 39,00 s |
| 3     | Indonesien          | Johannes Kardiono Mohamed Purnomo Christian Nenepath Ernawan Witarsa | 40,43 s |
| 4     | Barbados            | John Mayers Hamil Grimes Clyde Edwards Anthony Jones                 | 40,47 s |
| 5     | Antigua und Barbuda | Anthony Henry Lester Benjamin Alfred Browne Larry Miller             | 40,70 s |
| 6     | Volksrepublik Kongo | Théophile Nkounkou Henri Ndinga Antoine Kiakouama Jean-Didiace Bémou | 40,74 s |
| 7     | Liberia             | Wallace Obey Hassan Tall Oliver Daniels Augustus Moulton             | 42,05 s |

## Halbfinale
Datum: 11. August 1984
In den beiden Halbfinalläufen qualifizierten sich jeweils die ersten vier Staffeln (hellblau unterlegt) für das Finale.
Fünf Mannschaften stellten ihre Staffeln gegenüber dem Halbfinale um. In Lauf eins wurde im brasilianischen Team Nelson dos Santos anstelle von Robson da Silva eingesetzt. Auch der Senegal tauschte einen Läufer aus. Ibrahima Fall ging für Saliou Seck an den Start. In Lauf zwei wurde bei Jamaika der Startläufer Norman Edwards durch Raymond Stewart ersetzt, der den Part des Schlussläufers übernahm. In der bundesdeutschen Staffel ersetzte Jürgen Koffler den Startläufer Christian Zirkelbach und bei Nigeria kam Samson Oyeledun für Lawrence Adegbeingbe zum Einsatz.
Die Bestzeit des Halbfinales erzielte Jamaika mit 38,67 s im Lauf zwei.

### Lauf 1
| Platz | Staffel    | Besetzung                                                                                     | Zeit    |
| ----- | ---------- | --------------------------------------------------------------------------------------------- | ------- |
| 1     | USA        | Sam Graddy Ron Brown Calvin Smith Carl Lewis                                                  | 38,44 s |
| 2     | Italien    | Antonio Ullo Giovanni Bongiorni Stefano Tilli Pietro Mennea                                   | 39,32 s |
| 3     | Kanada     | Ben Johnson Tony Sharpe Desai Williams Sterling Hinds                                         | 39,39 s |
| 4     | Brasilien  | Arnaldo da Silva Nelson dos Santos (Halbfinale/Finale) Katsuhiko Nakaya Paulo Roberto Correia | 40,15 s |
| 5     | Ghana      | Philip Attipoe Makarios Djan Collins Mensah Rex Brobby                                        | 40,19 s |
| 6     | Indonesien | Johannes Kardiono Mohamed Purnomo Christian Nenepath Ernawan Witarsa                          | 40,37 s |
| 7     | Senegal    | Mamadou Sène Hamidou Diawara Ibrahima Fall (Halbfinale) Charles-Louis Seck                    | 40,63 s |
| 8     | Thailand   | Vichan Choocherd Rangsam Intharachai Prasit Boonprasert Sumet Promna                          | 40,83 s |

### Lauf 2
| Platz | Staffel             | Besetzung                                                                      | Zeit    |
| ----- | ------------------- | ------------------------------------------------------------------------------ | ------- |
| 1     | Jamaika             | Albert Lawrence Greg Meghoo Donald Quarrie Raymond Stewart (Halbfinale/Finale) | 38,67 s |
| 2     | Großbritannien      | Daley Thompson Donovan Reid Mike McFarlane Allan Wells                         | 38,68 s |
| 3     | BR Deutschland      | Jürgen Koffler Peter Klein Jürgen Evers Ralf Lübke                             | 38,70 s |
| 4     | Frankreich          | Antoine Richard Jean-Jacques Boussemart Marc Gasparoni Bruno Marie-Rose        | 38,91 s |
| 5     | Nigeria             | Iziaq Adeyanju Ikpoto Eseme Samson Oyeledun (Halbfinale) Chidi Imoh            | 38,98 s |
| 6     | Antigua und Barbuda | Anthony Henry Lester Benjamin Alfred Browne Larry Miller                       | 40,14 s |
| 7     | Barbados            | John Mayers Hamil Grimes Clyde Edwards Anthony Jones                           | 40,18 s |
| 8     | Katar               | Waheed Khamis al-Salem Faraj Saad Marzouk Jamal al-Abdullah Talal Mansour      | 40,43 s |

## Finale
Datum: 11. August 1984
| Platz | Staffel        | Besetzung | Zeit    | Anmerkung |
| ----- | -------------- | --- | ------- | --------- |
| 1     | USA            | Sam Graddy Ron Brown Calvin Smith Carl Lewis                                                                                       | 37,83 s | WR        |
| 2     | Jamaika        | Albert Lawrence Greg Meghoo Donald Quarrie Raymond Stewart (Halbfinale/Finale) im Vorlauf außerdem: Norman Edwards                 | 38,62 s |           |
| 3     | Kanada         | Ben Johnson Tony Sharpe Desai Williams Sterling Hinds                                                                              | 38,70 s |           |
| 4     | Italien        | Antonio Ullo Giovanni Bongiorni Stefano Tilli Pietro Mennea                                                                        | 38,62 s |           |
| 5     | BR Deutschland | Jürgen Koffler (Halbfinale/Finale) Peter Klein Jürgen Evers Ralf Lübke im Vorlauf außerdem: Christian Zirkelbach                   | 38,99 s |           |
| 6     | Frankreich     | Antoine Richard Jean-Jacques Boussemart Marc Gasparoni Bruno Marie-Rose                                                            | 39,10 s |           |
| 7     | Großbritannien | Daley Thompson Donovan Reid Mike McFarlane Allan Wells                                                                             | 39,13 s |           |
| 8     | Brasilien      | Arnaldo da Silva Nelson dos Santos (Halbfinale/Finale) Katsuhiko Nakaya Paulo Roberto Correia im Vorlauf außerdem: Robson da Silva | 39,40 s |           |

Im Finale wurden keine Änderungen in den Staffelbesetzungen gegenüber dem Halbfinale vorgenommen. Die US-Mannschaft war gerade vor heimischem Publikum haushoher Favorit. Besonderes Augenmerk wurde dabei auf Carl Lewis gelegt. Sein Bestreben war es, es seinem Vorbild Jesse Owens gleichzutun und vier Goldmedaillen bei einer Austragung von Olympischen Spielen zu gewinnen. Lewis hatte in Los Angeles schon Gold im 100- und 200-Meter-Lauf sowie im Weitsprung gewonnen.
Nach dem ersten Wechsel lag Kanada in Front. Doch der zweite US-Läufer Ron Brown brachte sein Team an die Spitze und wechselte auf den 100-Meter-Weltrekordler Calvin Smith. Dieser baute die Führung der US-Mannschaft weiter aus und Lewis machte als Schlussläufer den Sieg in neuer Weltrekordzeit perfekt. Hinter den USA gewann Jamaika die Silbermedaille. Ihr Schlussläufer Ray Stewart fing Sterling Hinds, der am Schluss für die bis dahin zweitplatzierten Kanadier lief, auf der Zielgerade noch ab. Für Italien blieb trotz eines starken Pietro Mennea als letztem Läufer Platz vier vor der Bundesrepublik Deutschland und Frankreich. Auf Platz sieben kamen die Briten ins Ziel. In ihren Reihen lief als Startläufer der Zehnkampfolympiasieger Daley Thompson, auf Rang acht folgte Brasilien.
Carl Lewis war mit seinem Staffelsieg der dritte Leichtathlet nach Jesse Owens 1936 in Berlin und dem Finnen Ville Ritola 1924 in Paris, der bei Olympischen Spielen im selben Jahr vier Goldmedaillen gewinnen konnte. Owens, Ritola und Lewis wurden nur vom Finnen Paavo Nurmi übertroffen, der 1924 in Paris fünf Olympiasiege einfahren konnte.
Jamaika und Kanada gewannen die ersten Medaillen in dieser Disziplin.

## Video
- Olympics - 1984 Los Angeles - Track - Mens 4 x 100 m Relay Finals - USA Gold 2 imasportsphile, youtube.com, abgerufen am 9. Januar 2018